# Virginia Earle
Virginia Earle (de soltera Earl; 6 de agosto de 1873 – 21 de septiembre de 1937) fue una actriz de teatro estadounidense recordada por su trabajo en óperas ligeras, comedias musicales eduardianas y vodevil durante las décadas que rodearon el cambio del siglo 20.

## Primeros años y carrera
Virginia Earl nació el 6 de agosto de 1873 en Cincinnati, Ohio, era hija de los inmigrantes irlandeses Sara y Nathan Wheeler Earl. La familia de Earle más tarde se mudó a Chicago, donde su padre encontró empleo como maquinista. Se dice que su madre y su padre hicieron algunos trabajos de teatro, al igual que su hermano menor, Wheeler Earl, quien actuó durante varios años en el escenario antes de convertirse en vendedor de Hupp Motor Company.
Earle hizo su debut en el escenario en 1887 interpretando a Nanki-Poo en The Mikado de Gilbert y Sullivan con la Home Juvenile Opera Company. Durante su tiempo con la Home Juvenile Opera también interpretó papeles principales en The Pirates of Penzance, H.M.S. Pinafore y Patience.

## Vodevil y comedia musical
Earle luego se unió a la Pike Opera Company en una gira por el oeste americano que finalmente la llevó a San Francisco, donde fue contratada por Frederick Hallen y la compañía de vodevil de Joseph Hart. Después de completar dos temporadas con Hallen y Hart, se asoció con el productor Edward E. Rice y en 1891 viajó a Australia con una compañía de actores que incluía a George Fortescue, su esposa e hija (ambas llamadas Viola) y las actrices Lillian Karl y Agnes Pearl.
Earle apareció en la parte de ópera cómica de The Merry World, una revista escrita por Edgar Smith y Nicholas Biddle. Se representó en el Casino Theatre de Nueva York en junio de 1895. A ella se unieron en la sección musical burlesca Willard Simms, Wallace Black y Lee Harrison. Como el personaje Vaseline, Earle cantó junto con Marie Laurens. Leonardo de Gilbert Burgess es un libro sobre un escultor florentino que diseña una estatua del duque de Milán. Durante su trabajo se enamora de la hija del duque. La opereta del mismo nombre fue producida en el Garrick Theatre en octubre de 1895 con Earle en el papel de Cecilia. Un crítico comentó que los trajes de la producción eran "de buen gusto" y la opereta estaba "bien ensayada", pero la actuación en sí era simplemente "tolerable".
Al año siguiente, The Lady Slavey, en el Casino Theatre, presentó a Daniel Daly, Marie Dressler y Earle en una escena humorística en el primer acto. Después de estar fuera del elenco durante muchas noches, Earle volvió a interpretar el papel principal el 13 de abril de 1896. Se vio obligada a abandonar el elenco de In Gay New York debido a problemas de garganta el 14 de junio. Ella había estado cantando el papel principal. Cuando regresó Earle cantó una nueva canción en la parte, "Only a Lump of Sugar for the Bird".

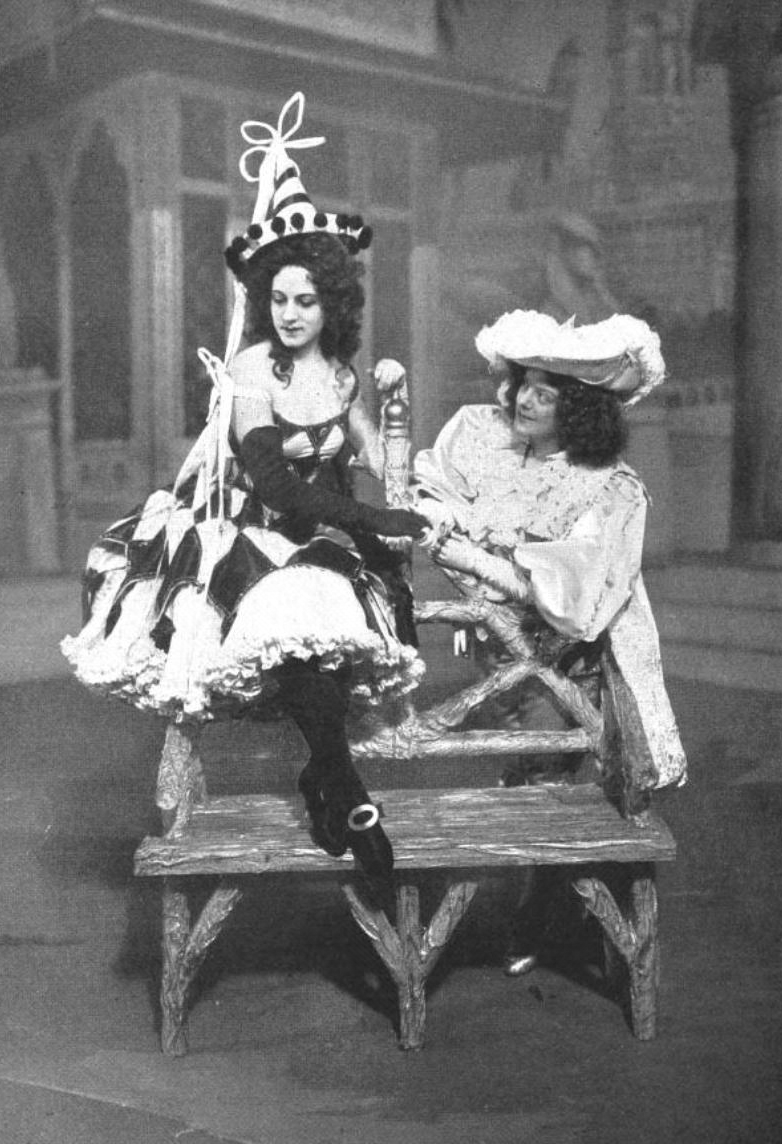
Earle como Percy (derecha) junto con Mabelle Gilman como Laura Lee en The Casino Girl

Fue identificada con las producciones de comedia musical eduardiana de Augustin Daly durante muchos años. Dos de estos musicales fueron The Circus Girl y A Runaway Girl. Tanto Earle como James T. Powers firmaron contratos con George W. Lederer en julio de 1899. En 1900 apareció en The Belle of Bohemia y una revisión del mismo año describió a Earle como sin rival "en la etapa actual de su desarrollo artístico". Específicamente, hizo mención de su actuación en un renacimiento de The Belle of New York. En The Casino Girl regresó al teatro después de una ausencia y representó a un joven llamado Percy. El escenario de la obra fue en Egipto, y se representó en el Casino Theatre. Uno de los aspectos más destacados fue un dúo entre Earle y Mabelle Gilman. The New Yorkers con Earle y Daly fue puesto en el Teatro Herald Square en noviembre de 1901.
En abril de 1903 Earle fue contratado para estar en una comedia musical en el Gaiety Theatre en Londres, Inglaterra, por George Edwardes. Fue su segundo compromiso en Londres y fue planeado para la siguiente temporada. La pieza fue la ópera de A. Baldwin Sloane, Sergeant Kitty. Sus servicios fueron obtenidos por Samuel S. Shubert del Teatro Shubert en mayo de 1903. Ella apareció en Sergeant Kitty en el Daly Theatre en Broadway. (30th Street), Nueva York, en enero de 1904. Earle fue convocado a ensayar en el New Amsterdam Theatre como miembro de la Klaw & Erlanger Comedy Company en octubre de 1904. La compañía incluía a Fay Templeton. La producción, un burlesque musical sobre la sociedad de moda titulado In Newport, se realizó en el Liberty Theatre, 234 West 42nd Street, Nueva York.
Earle estuvo en el vodevil durante varias temporadas antes de enfermarse. No pudo actuar en Broadway durante varias temporadas antes de conseguir un papel principal en The Wedding Trip, con música de Reginald De Koven, en noviembre de 1911. Reemplazó a Lina Abarbanell como Molly Seamore, la heroína, en una producción 1913 de abril de The Geisha.
Earle apareció con Madeline y Marion Fairbanks en una producción de Two Little Girls in Blue por A.L. Erlanger en 1921. Los gemelos Tomsen y Edward Begley también estaban en el elenco.

## Víctima de robo; supersticiones
A Earle le robaron objetos de valor en varias ocasiones. Ella aprehendió a Jennie Baldwin cuando reconoció a la mujer que llevaba una de las capas que llevaba en una producción de The Merry World. Baldwin caminaba por la Sexta Avenida, cerca de la calle 28 en Manhattan, cuando Earle la agarró y gritó pidiendo ayuda. La capa fue uno de una serie de robos en el Casino durante el mes de septiembre de 1895. Baldwin testificó que obtuvo la capa de su hermano que estaba empleado por el ferrocarril elevado de la Sexta Avenida y la había encontrado en las vías del ferrocarril. Su esposo admitió haber encontrado la capa y varias personas avalaron el personaje de Baldwin. Earle recibió la prenda de vuelta, notando su condición desgastada. Se lo ofreció a un secretario adjunto que lo rechazó. Luego lo arrojó al fiscal de distrito adjunto, exclamando "Toma la vieja capa allí; allí! " La capa fue devuelta a la sede de la policía.
Un colgante de diamantes valorado en $550 fue tomado de Earle en el Hotel Bartholdt en la víspera de Año Nuevo en 1895. Los diamantes fueron encontrados en una casa de empeño de la Novena Avenida, donde se les habían adelantado $100. Un hombre a cargo de los "hallboys" en el hotel fue acusado del crimen y se declaró inocente de un cargo de hurto mayor.
Earle confesó la superstición de llevar un anillo en el pulgar durante nueve años. Pensó que le traía buena suerte. Dijo que la única ocasión en que experimentó mala suerte fue cuando usó un sombrero con una pluma de pavo real.

## Matrimonio
Earle se casó con Frank Lawton (f. 1914). Lawton fue un actor, silbador y comediante que se dio a conocer cuando interpretó el papel de Blinky Bill McGuirk en la producción londinense de The Belle of New York, que se estrenó en el Shaftesbury Theatre el 12 de abril de 1899. Earle presentó una demanda de divorcio contra Lawton en febrero de 1897.

## Muerte
Virginia Earle murió a la edad de 64 años el 21 de septiembre de 1937, en Englewood, Nueva Jersey.

## Filmografía

### Teatro
| Año  | Título                 | Papel                       |
| ---- | ---------------------- | --------------------------- |
| 1898 | A Runaway Girl         | Winnifred Gray              |
| 1900 | The Casino Girl        |                             |
| 1900 | The Belle of Bohemia   | Katie                       |
| 1901 | The Girl from Up There | Phyrnette                   |
| 1901 | The New Yorkers        | Olive Green                 |
| 1901 | The Supper Club        | Mrs. Winifred Darling Smith |
| 1902 | Florodora              |                             |
| 1904 | Sergeant Kitty         | Kitty LaTour                |
| 1904 | In Newport             | Viola Cartwright            |
| 1905 | Lifting the Lid        | Bessie Otis Adams           |
| 1910 | The Jolly Bachelors    |                             |